# Oldenburgs voetbalkampioenschap
Het Oldenburgs voetbalkampioenschap (Duits: Oldenburger Fußballmeisterschaft) was een regionale voetbalcompetitie uit het Groothertogdom Oldenburg.
De competitie werd  georganiseerd door de Noord-Duitse voetbalbond. Omdat Wilhelmshaven en Oldenburg niet bij elkaar in de buurt lagen werd de competitie in twee groepen gespeeld.

## Erelijst
- 1906 FC Frisia 03 Wilhelmshaven
- 1908 Marine SC Wilhelmshaven
- 1909 SC Frisia 03 Wilhelmshaven
- 1910 SC Frisia 03 Wilhelmshaven
- 1911 Marine SC Wilhelmshaven
- 1917 Marine SC Wilhelmshaven
- 1918 Marine SC Wilhelmshaven
- 1919 SC Frisia 03 Wilhelmshaven
- 1920 VfB Oldenburg

## Eeuwige ranglijst
Van 1907/08, 1909/10, 1916/17 en 1918-1920 is enkel de kampioen bekend. 
| Club                         | /9 | Seizoenen (1905-1906, 1917-1911, 1916-1920) |
| ---------------------------- | -- | ------------------------------------------- |
| SC Frisia 03 Wilhelmshaven   | 6  | 1905-1906, 1908-1911, 1917-1919             |
| Marine SC Wilhelmshaven      | 5  | 1907-1909, 1910-1911, 1916-1918             |
| FC Deutschland Wilhelmshaven | 3  | 1908-1909, 1910-1911, 1917-1918             |
| FC Wilhelmshaven             | 2  | 1905-1906, 1910-1911                        |
| FV Germania 03 Oldenburg     | 2  | 1908-1909, 1910-1911                        |
| SuS 190 Delmenhorst          | 2  | 1908-1909, 1910-1911                        |
| FC 03 Osternburg             | 2  | 1908-1909, 1910-1911                        |
| FC Preußen Wilhelmshaven     | 1  | 1905-1906                                   |
| FC Viktoria Wilhelmshaven    | 1  | 1905-1906                                   |
| FC Oldenburg                 | 1  | 1908-1909                                   |
| FC Union Osternburg          | 1  | 1908-1909                                   |
| FC Komet Wilhelmshaven       | 1  | 1917-1918                                   |
| VfB Oldenburg                | 1  | 1919-1920                                   |

1905/06 · 1907/08 · 1908/09 · 1909/10 · 1910/11 · 1916/17 · 1917/18 · 1918/19 · 1919/20